# Hans Cattini
Hans Cattini, švicarski hokejist, * 24. januar 1914, Grono, Švica, † 3. april 1987, Lausanne, Švica. 
Cattini je bil hokejist kluba HC Davos v švicarski ligi in švicarske reprezentance, s katero je nastopil na dveh olimpijskih igrah, kjer je osvojil eno bronasto medaljo, in več Svetovnih prvenstvih, na katerih je osvojil eno srebrno in dve bronasti medalji.
Tudi njegov brat Ferdinand je bil hokejist.